# ساپلو (نیومکزیکو)
ساپلو (به انگلیسی: Sapello) یک منطقهٔ مسکونی در ایالات متحده آمریکا است که در نیومکزیکو واقع شده‌است. ساپلو ۲٬۱۲۳٫۸۷ متر بالاتر از سطح دریا قرار دارد.